# Sordaria macrospora
Espèce
Sordaria macrospora est une espèce de champignons ascomycètes. Le mycélium de ce champignon est haploïde. Les filaments mycéliens issus de la germination des spores sont constitués de files de cellules dont le noyau comporte n=7 chromosomes.
Sordaria macrospora est également utilisée en biologie comme exemple d'haploïdie simple à observer, de par l'observation facile de ses ascospores.